# 滑球
滑球（英語：Slider）是棒球投手球路的一種，投球時手指旋轉並向下用力，球速介於曲球與快速球之間。又稱作水平外曲球。

## 歷史
滑球的起源無法確定，这個名詞出現是在1930年代，一般所認定的滑球發明者是在1920年代的美國職棒大聯盟聖路易布朗隊投手喬治·布雷厚德（George Blaeholder），而同一時代的喬治·烏爾（George Uhle）號稱是他在1929年發明此球種並且將此球種命名為滑球。滑球在50年代漸漸有較多投手使用，在70年代史提夫·卡爾頓（Steve Carlton）靠著這球種作為變化球的主力，在大聯盟24年的生涯投出329勝的佳績，被公認為是史上滑球投得最好的投手。

## 投法與特性

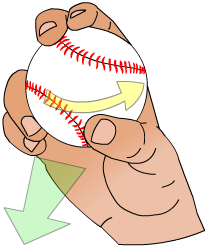
投滑球時手指與手腕的連動示意圖。

握球時食指與中指握在球的外側縫線處，出手時藉著手指的向下施力，使球造成旋轉，進而產生水平方向的分力，加上重力的作用，球會像畫出一道弧線般向打者的外角下墜。跟曲球比較起來，這道弧線比較銳利、快速。前半段軌跡與直球相同，到靠近本壘板時會往打者外角下墜。
有「變化球的王道」之稱，近代投手必備的球種之一。握球法與曲球大同小異，只是出手時不依靠手腕的旋轉，而是靠手指向下的施力產生球的旋轉。如果手腕跟著旋轉，會造成球速過慢導致沒有變化，因此變化幅度較曲球來得小，不過球速比曲球快。也有部分人士將滑球看成曲球的一種。
滑球是速度僅次於直球的變化球種。而且在出手的方式上，滑球也要求能夠讓球出手時有快速的旋轉，這點也跟直球相似。球的握法類似於曲球，但是出手的方式與直球幾乎相同，只是在球將出手前，用手指往下滑的時候，讓球有橫向的旋轉是重點。
滑球在投出之後，路徑與直球極為相似，要到接近打者的時候，才會快速地往外角移動與下墜。投手要是能把滑球球速投得越接近直球球速為越佳。
投滑球時，其實出手方式是和快速球相同，差別只有握法的不同。有些錯誤的觀念會認為投滑球時也需要有如同曲球的轉腕動作（差別只在於滑球轉腕幅度較小），甚至不要有如同投快速球的壓腕動作。但上述觀念其實這是不正確的，因為不大不小的轉腕動作只會讓滑球損失球速，也會喪失滑球的遊動、喪失威力。而刻意的不壓腕動作，經過統計，手肘部位的傷害會大增，嚴重時甚至必須做韌帶重建手術，所以這種投法必須避免。另外一點，投滑球和曲球時，都必須注意不可讓手肘下滑，因為手肘下滑，會讓滑球變成俗稱的高掛滑球（看來就像是一顆喪失球速的快速球），會讓打者痛擊。
出現這種手肘下滑的情況，原因很多，其中的一個原因在於當投手投球數到達一定程度，疲勞度自然產生，投球時肩膀高度會不自覺的下降，當然手肘高度自然也下降，但是也有可能是投手出手時，手肘高度本來就比較低。

### 橫掃球
橫掃球(Sweeper) ，又稱橫向滑球，可說是滑球的變種。相較於滑球，其橫向位移更大，而縱向位移更少，使此球種在視覺上有較誇張的變化弧度。由於上述的變化特性，該球種容易讓打者產生「球往上飄」的錯覺。
近幾年，這個球路在大聯盟開始流行，除了sweeper這個名字之外，也有其他各種稱呼，不過sweeper還是較常見諸媒體的名稱，最終大聯盟在Statcast的分類上也選了這個字，並將其列為一個球種，正式納入數據統計裡。
在2023年世界棒球經典賽決賽上，日籍球星大谷翔平最後便以此球種三振了其當時在天使隊的隊友麥可·楚奧特，為日本奪下該年世界棒球經典賽冠軍，也讓橫掃球受到更多的矚目。
目前擅長投此球路的投手：迪蘭·希斯、布萊克·崔南、克雷·霍姆斯、達比修有、大谷翔平、尚恩·馬奈亞、小奈斯特·柯泰斯等。

## 代表投手
- 台灣：郭泰源、陳義信、陽建福、許銘傑、郭泓志、李振昌、陳偉殷
- 美國：藍迪·強森
- 日本：岩瀨仁紀、松阪大輔、大谷翔平、達比修有
- 韓國：宣銅烈